# The Sound of Perseverance
The Sound Of Perseverance es el séptimo y último álbum de estudio de la banda estadounidense de death metal Death, lanzado el 31 de agosto de 1998 vía Nuclear Blast Records y relanzado por Relapse Records en 2007.
Este álbum se caracteriza por su estilo de death metal progresivo. Además, el vocalista Chuck Schuldiner adopta en el disco un estilo diferente al cantar puesto que la voz se considera más aguda y desgarradora. "Spirit Crusher" fue el único sencillo lanzado.

## Descripción
Este álbum en particular, demuestra un estilo más inclinado al metal progresivo que otros lanzamientos previos, a pesar de que a partir de Human y los siguientes álbumes que la banda había estado desarrollando, más hacia este estilo. El promedio de duración de las canciones de este disco es de alrededor de seis minutos. Además, fue un álbum que le abrió paso al baterista y luego estrella de radio Richard Christy, en la tradición de los bateristas anteriores como Gene Hoglan y Sean Reinert.
El álbum incluye "Voice of the Soul", un tema instrumental, que contrasta con todos los otros trabajos de la banda en su inclusión de guitarras acústicas y la falta de percusión. En una entrevista realizada en marzo de 1999, Chuck Schuldiner dijo que "Voice of the Soul" en realidad fue escrita durante las sesiones de Symbolic. Death solamente ha producido dos canciones instrumentales (la otra es "Cosmic Sea", de Human). El álbum también incluyó un cover de Judas Priest ("Painkiller"), lo que demuestra que Schuldiner intenta una manera diferente de tono alto, estilo de "death growl" recordando más a la voz original de Rob Halford y además, canta por primera vez con una voz limpia hacia el final de la canción.
Algunos de los nombres de las canciones y la música de The Sound of Perseverance originalmente iban a aparecer en el primer álbum de Control Denied. El mismo Schuldiner lo negó en una entrevista con Metal Maniacs en 1998, diciendo que ninguna de sus composiciones para el Control Denied había sido utilizada para llenar espacio para un disco de Death. Sin embargo, Tim Aymar, en diciembre de 2010, confirmó que algunas de las canciones de Control Denied habían sido, en sus palabras, "Deathizadas" y fueron grabadas en "The Sound Of Perseverance". Schuldiner acordó hacer un último álbum con Death antes de seguir adelante con Control Denied.

## Lista de canciones
Todas escritas por Chuck Schuldiner, excepto las marcadas a continuación.
1. Scavenger Of Human Sorrow - 06:54
2. Bite The Pain - 04:30
3. Spirit Crusher - 06:45
4. Story To Tell - 06:34
5. Flesh and The Power It Holds - 08:26
6. Voice Of The Soul (Instrumental) - 03:43
7. To Forgive Is To Suffer - 05:55
8. A Moment Of Clarity - 07:23
9. Painkiller (Judas Priest Cover, escrito por Glenn Tipton, Rob Halford y K.K. Downing) - 06:03

## Ediciones del Álbum
Nuclear Blast lanzó una edición de lujo en diciembre de 2005, que contiene el álbum original, así como el DVD Live in Cottbus '98 y fotos impresas. También fue lanzado como un disco doble.
Relapse Records lanzó una segunda edición de lujo el 15 de febrero de 2007. El álbum fue remasterizado y reeditado en formato de 2-CD y 3-CD, con el CD adicional que contiene material demo inédito.

## Créditos
- Chuck Schuldiner - voz y guitarra solista
- Shannon Hamm - guitarra rítmica
- Scott Clendenin - bajo eléctrico
- Richard Christy - batería
- Jim Morris - productor musical, mezcla de audio, masterización
- Travis Smith - arte gráfico
- Jay Speis - dirección de arte gráfico y diseño gráfico
- Eric Greif - gestión legal y de propiedad intelectual
- Alex McKnight - fotografía
- Alan Douches - remasterización (reedición de 2007)
- Jamal Ruhe - remezcla (reedición de 2007)